# Corra Dirksen
Cornelius Wilhelmus “Corra” Dirksen (Vereeniging, 22 de janeiro de 1938 – Krugersdorp, 10 de julho de 2020) foi um jogador de rugby sul-africano. Ganhou dez jogos pela seleção e marcou três tentativas.
Dirksen fez sua estreia internacional contra a Austrália em 1963. A série de 1967 contra a França foi provavelmente a sua melhor hora, marcando as três tentativas de teste contra eles. Os franceses eram compreensivelmente bastante cautelosos com ele ao longo dessa série, apelidando-o de Le Monster (O Monstro).
Jogou no então Northern Transvaal (hoje Blue Bulls) e no Oostelikes (Easterns) em Pretória, que mais tarde se fundiu com o Adelaars para formar Naka Bulls. Depois de aposentar-se, qualificou-se como médico e mudou-se para Krugersdorp.
Morreu de complicações da COVID-19 em 10 de julho de 2020.